# James Bates (Politiker)
James Bates (* 24. September 1789 in Greene, Androscoggin County, Massachusetts; † 25. Februar 1882 in Yarmouth, Maine) war ein US-amerikanischer Politiker. Zwischen 1831 und 1833 vertrat er den Bundesstaat Maine im US-Repräsentantenhaus.

## Werdegang
James Bates wurde 1789 in dem Ort Greene geboren, der damals noch zu Massachusetts gehörte und seit 1820 Teil von Maine ist. Er besuchte die öffentlichen Schulen seiner Heimat und studierte danach an der Harvard University Medizin. Während des Britisch-Amerikanischen Krieges von 1812 war er als Militärarzt im Einsatz. Danach arbeitete er als privater Arzt.
Politisch schloss er sich Andrew Jackson und dessen Demokratischer Partei an. 1830 wurde Bates im siebten Wahlbezirk von Maine in das US-Repräsentantenhaus in Washington, D.C. gewählt. Dort trat er am 4. März 1831 die Nachfolge von Samuel Butman an. Bis zum 3. März 1833 absolvierte er eine Legislaturperiode im Kongress, die von den Diskussionen um die Politik von Präsident Jackson bestimmt war. Im Vordergrund stand in diesen Jahren der Konflikt mit dem Staat South Carolina um die Zollpolitik, der in der Nullifikationskrise gipfelte. Außerdem ging es um die umstrittene Durchführung des Indian Removal Act und die Bankenpolitik des Präsidenten.
Nach dem Ende seiner Zeit im Repräsentantenhaus zog sich James Bates wieder aus der Politik zurück. In den folgenden Jahrzehnten arbeitete er in einer Krankenhausverwaltung (Hospital Executive). Er starb im Februar 1882 in Yarmouth und wurde in Norridgewock beigesetzt.